# Memmings tingslag
Memmings tingslag var ett tingslag Östergötlands län och från 1853 i Björkekinds, Östkinds, Lösings, Bråbo och Memmings domsaga. Tingslaget bildades 1680 och upplöstes 1874 då tingslaget uppgick i Lösing, Bråbo och Memmings tingslag

## Ingående områden
Tingslaget omfattade Memmings härad.